# Larrabasterra
Larrabasterra es un pueblo perteneciente al municipio de Sopela, provincia de Vizcaya, en el País Vasco. El nombre Larrabasterra procede de un antiguo caserío situado al lado de la estación de metro perteneciente a la familia Rodriguez-Landa.

## Accesos
La Línea 1 del Metro de Bilbao tiene una estación en Larrabasterra, uniendo el barrio con Bilbao en 32 minutos. La estación se encuentra entre Berango y Sopelana.

## Lugares de interés
La playa de Barinatxe, más conocida por los lugareños por la Salvaje, muy conocida en el País Vasco. Aquí se realizan deportes náuticos como el surf o el bodyboard, y también se practica el parapente, y se suelen celebrar anualmente campeonatos internacionales de dichos deportes.
La parte izquierda de la playa, perteneciente al municipio de Guecho, es naturista y permite a las personas decidir la manera de estar disfrutando del mar y la arena, tanto vestidas como desnudas. Desde el año 1999 se celebra anualmente la Carrera nudista de Sopelana – Trofeo Patxi Ros, una carrera nudista de índole popular, en la que participan tanto mujeres como hombres, cuyas indumentarias son únicamente unas deportivas, y el número del dorsal dibujado en la piel.